# Fuerte San Esteban de Tombecbe
El fuerte de San Esteban de Tombecbe fue un fuerte español de época de la Florida española situado en las inmediaciones de St. Stephens en el condado de Washington, Alabama, EE. UU.

## Historia
Fue construido en 1789 a orillas del río Tombigbee en el punto en el que el río cesaba de ser navegable. El fuerte contaba con montículo defensivo, bastiones, residencia para el capitán y la guarnición y edificios auxiliares, incluyendo una capilla. Su aprovisionamiento se realizaba desde La Mobila. Sin embargo, el tratado de San Ildefonso (1796) supuso la cesión a EE. UU. de los territorios por encima del paralelo 31. Al igual que sucediera con el fuerte Confederación de Tombecbe o el fuerte San Fernando de las Barrancas (Memphis, Tennessee) el fuerte fue abandonado en 1799.
En 1803 Estados Unidos abrió un puesto para el comercio de pieles con los choctaw, haciendo uso de algunos de las construcciones del fuerte para sus actividades. En torno al fuerte se erigió la población del viejo Saint Stephens, capital de Territorio de Alabama (1817-1819). La población entró en decadencia en la década de 1830 y fue trasladada junto a la vía férrea, dando lugar al actual Saint Stepehens.

## Descripción
Los testimonios del fuerte se encuentran en el St. Stephens Historical Park, que comprende el sitio arqueológico de la población de viejo Saint Stephen del siglo XIX.